# Przylaszczka (Dyszno)
Przylaszczka (niem. do 1945 r. Knack) – kolonia wsi Dyszno w Polsce, położona w województwie zachodniopomorskim, w powiecie myśliborskim, w gminie Dębno. Wraz ze wsią Dyszno i kolonią Borówno stanowi sołectwo Dyszno. 
W latach 1975–1998 kolonia administracyjnie należała do woj. gorzowskiego.
Według danych z 2015 r. kolonia liczyła 12 mieszkańców.

## Edukacja
Uczniowie uczęszczają do szkoły podstawowej w Różańsku i gimnazjum publicznego w Smolnicy.